# Claude Weaver

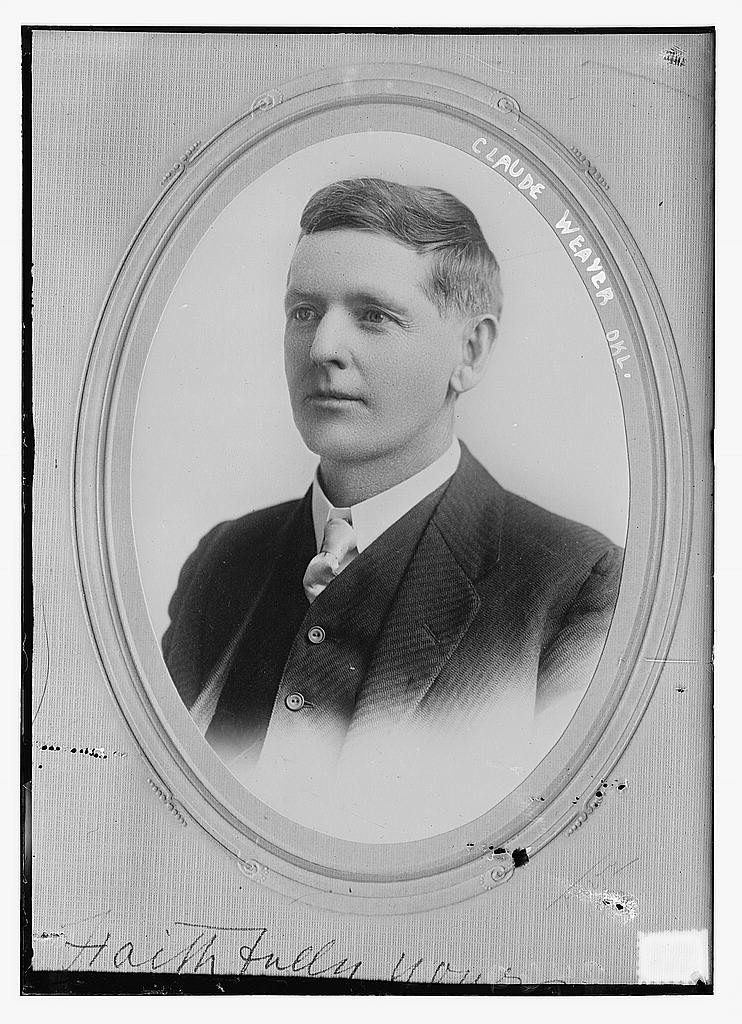
Claude Weaver, zwischen 1910 und 1915

Claude Weaver (* 19. März 1867 in Gainesville, Texas; † 19. Mai 1954 in Oklahoma City, Oklahoma) war ein US-amerikanischer Politiker. Zwischen 1913 und 1915 vertrat er den achten Wahlbezirk des Bundesstaates Oklahoma im US-Repräsentantenhaus.

## Werdegang
Claude Weaver besuchte die öffentlichen Schulen seiner Heimat und studierte anschließend an der University of Texas in Austin Jura.  Nach seiner im Jahr 1887 erfolgten Zulassung als Rechtsanwalt begann er in seinem Heimatort Gainesville in seinem neuen Beruf zu arbeiten. Im Jahr 1892 war er auch stellvertretender Bezirksstaatsanwalt im Cooke County.
Im Jahr 1895 zog Weaver nach Pauls Valley im damaligen Indianergebiet, wo er ebenfalls als Anwalt arbeitete. Ab 1902 war er nach einem weiteren Umzug in Oklahoma City ansässig. Politisch wurde er Mitglied der Demokratischen Partei. 1912 wurde er als deren Kandidat im damals neu geschaffenen achten Distrikt von Oklahoma in das US-Repräsentantenhaus in Washington, D.C. gewählt. Dort konnte er zwischen dem 4. März 1913 und dem 3. März 1915 eine Legislaturperiode absolvieren. 1914 wurde er dann von seiner Partei nicht mehr für eine weitere Amtszeit nominiert. Sein Sitz fiel nach den Wahlen an den Republikaner Dick Thompson Morgan.
1919 bewarb sich Weaver erfolglos bei einer Nachwahl um eine Rückkehr in den US-Kongress. Zwischen 1915 und 1923 war er Posthalter in Oklahoma City und im Jahr 1926 war er amtierender Bezirksstaatsanwalt im Oklahoma County. Zwischen 1931 und 1934 fungierte er als juristischer Berater und Privatsekretär von Gouverneur William H. Murray. Danach war er von 1934 bis 1935 Bezirksrichter im 13. Gerichtsbezirk von Oklahoma. Den Rest seines Lebens arbeitete Weaver als Rechtsanwalt. Er starb 1954 in Oklahoma City und wurde dort auch beigesetzt.